# Grigore Moisil
Grigore Constantin Moisil (10 de enero de 1906–21 de mayo de 1973) fue un matemático rumano, pionero del ordenador, y miembro de la Academia de Rumanía. Su investigación se centró principalmente en los campos de lógica matemática, lógica algebraica, MV-álgebra, y ecuaciones diferenciales. Es más conocido como el padre de las Ciencias de la computación en Rumanía.
Moisil fue también un miembro de la Academia de Ciencias de Bolonia y del Instituto Internacional de Filosofía.  En 1996, la Sociedad de Ordenador del IEEE le otorgó póstumamente el Premio del Pionero del Ordenador.

## Biografía

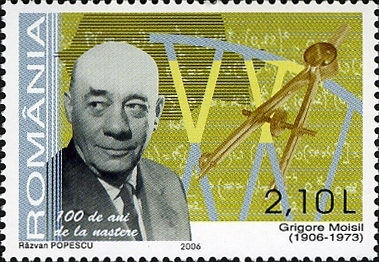
Grigore Constantin Moisil

Grigore Moisil nació en 1906 en Tulcea en una familia intelectual. Su bisabuelo, Grigore Moisil (1814–1891), clérigo, era uno de los fundadores del primer instituto de rumano en Năsăud. Su padre, Constantin Moisil (1876–1958), era un profesor de historia, arqueólogo y numismático; como miembro de la Academia Rumana,  ocupó la posición de Director de Numismática de la Academia. Su madre, Elena (1863–1949), era una profesora en Tulcea y más tarde directora de "Maidanul Dulapului" escuela en Bucarest (ahora "Enăchiţă Văcărescu" escuela).
Grigore Moisil estudió en la escuela primaria de Bucarest, en el instituto Vaslui y Bucarest (en "Spiru Haret" Instituto) entre 1916 y 1922. En 1924, fue admitido en la Escuela de Ingeniería Civil del Polytechnic Universidad de Bucarest, y también en la Escuela de Matemáticas de la Universidad de Bucarest. Mostró un interés más fuerte en las matemáticas, así que  dejó  la Universidad Polytechnic  en 1929, a pesar de ya haber finalizado los últimos exámenes del año. En  1929,  defiende su tesis de Ph.D, La mécanique analytique des systemes continus (mecánica Analítica de sistemas continuos), antes de una comisión dirigida por Gheorghe Ţiţeica, con Dimitrie Pompeiu y Anton Davidoglu como miembros. La tesis estuvo publicada el mismo año por el Gauthier-Villars, casa editorial en París, y recibió comentarios favorables de Vito Volterra, Tullio Levi-Civita, y Paul Lévy.
En 1930 Moisil, fue a la Universidad de París para un estudio más profundo sobre las matemáticas, el cual finalizó el próximo año con: "En una clase de sistemas de ecuaciones con derivados parciales de física matemática". En 1931 regresó a Rumanía,  donde  fue nombrado maestro en la Escuela de Matemática de la Universidad de Laşi. Poco después,  la dejó por la beca Rockefeller de la Fundación para estudiar en Roma.
En 1932  regresó a Laşi, donde se quedó casi 10 años, desarrollando una relación cercana con el profesor Alexandru Myller. Enseñó la primera álgebra moderna en un curso en Rumanía, teoría y Lógica nombradas de prueba, en la Universidad de Laşi. Durante aquel tiempo, empezó a escribir una serie de artículos en los que se basó en los trabajos de Jan Łukasiewicz en multi-lógica valorada. Su búsqueda en lógica matemática puso la fundación para el trabajo significativo hecho después en Rumanía, así como Argentina, Yugoslavia, Checoslovaquia, y Hungría. Mientras en Iaşi,  complete la búsqueda notable para las muchas ideas nuevas y para su manera de encontrar y utilizando conexiones nuevas entre conceptos de áreas diferentes de matemáticas. Esté promovido a Profesor Lleno en noviembre de 1939.
En 1941, una posición de profesor en la Universidad de Bucarest abrió arriba, y Moisil lo solicitó. Aun así, Gheorghe Vrânceanu, Dan Barbilian, y Miron Nicolescu también solicitó la posición, y Vrânceanu lo consiguió.  Moisil Acercado el Ministerio de Educación, argumentando que lo sería una oportunidad grande para matemáticas en Rumanía si todo cuatro podría ser nombrado. A raíz de su apelación, todo cuatro matemáticos estuvieron contratados.  Moisil Movido a Bucarest, donde  devenga un Profesor  en la Escuela de Matemáticas (más tarde la Escuela de Matemáticas e Informática) en la Universidad de Bucarest, el 30 de diciembre de 1941.
De 1946 a 1948, Moisil tomó un dejar de ausencia, siendo enviado plenipotenciario nombrado a Ankara. Mientras en Turquía,  dé varias serie de conferencias de matemáticas en Universidad de Estambul y Estambul Universidad Técnica.
En 1948, enseñó en la Universidad de Bucarest. Aquel año mismo,  esté fue elegido en la Academia de rumano, y un miembro del Instituto de Matemáticas de la Academia de rumano. Después de que 1965, uno de su alumnado excepcional – George Georgescu – trabajó estrechamente con él encima multi-valoró lógicas, y después de la aparición de Rumanía de dictadura en 1989,  devenga un Profesor  de Matemáticas y Lógica en el mismo universitarios y departamento como Moisil en 1991. Su estudiantil también publicado trabajo extenso , original en lógica algebraica, MV-álgebra, álgebra, topología algebraica, categorías de MV-álgebras, teoría de categoría y Łukasiewicz–Moisil álgebra.

## Trabajo
Moisil publicó documentos de mecánica, análisis matemático, geometría, álgebra y lógica matemática. Desarrolló una multi-extensión dimensional de Pompeiu  areolar derivado, y estudiado monogenic funciones de uno hypercomplex variable con aplicaciones a la mecánica. Moisil también introdujo algunos muchos-valoró álgebras, el cual  llame Łukasiewicz álgebras (ahora también nombrados Łukasiewicz–Moisil álgebras), y les utilizó en lógica y el estudio de automata teoría. Cree métodos nuevos para analizar finito automata, y tuvo muchas contribuciones al campo de autómata de la teoría en el álgebra.
Moisil tuvo contribuciones importantes en la creación de los primeros ordenadores rumanos. Jugó con una función fundamental en el desarrollo de informática en Rumanía, y en levantar las primeras generaciones de científicos de ordenador del rumano. En 1996,  esté fue otorgado por excepción posthumously el Premio de Pionero del Ordenador por el Instituto de Eléctrico y Sociedad de Ordenador de Ingenieros de Electrónica.

## Publicaciones selectas
- Logique modale, Disquisit. Matemática. Phys. 2 (1942), 3–98. SEÑOR0020524
- Introducere En algebră. I. Inele şi ideale [Introducción a álgebra. I. Anillos e ideales], Editura Academiei Republicii Populares Române, Bucarest, 1954.  SEÑOR0069136
- Teoria algebrică Un mecanismelor automatizar [teoría Algebraica de máquinas automáticas], Academia Republicii Populares Romîne, Editura Tehnică, Bucarest, 1959. SEÑOR0120120
- Circuite cu tranzistori [Circuitos de transistor], Editura Academiei Republicii Populares Romîne, Bucarest, 1961@–62.  OCLC 15371418
- Théorie structurelle des Automatiza finis, Gauthier-Villars, París, 1967.  OCLC 9049760
- La teoría algebraica de cambiar circuitos, Pergamon Prensa, Oxford, Nueva York, 1969. ISBN 0-08-010148-8